# Santiago Masarnau Fernández
Santiago Masarnau Fernández —també conegut com a Santiago Fernández de Masarnau o Santiago de Masarnau— (Madrid, 9 de desembre de 1805 - 14 de desembre de 1882) fou un pianista, compositor, pedagog, crític i militant religiós catòlic espanyol.

## Biografia
El seu pare, Santiago de Masarnau i Torres, era natural de Copons, localitat propera a Igualada (Barcelona), i la seva mare, Beatriz Fernández Carredano, havia nascut a Omoño (Cantàbria). En 1806 la família es va traslladar a Còrdova al rebre el seu pare el nomenament de secretari de les Reials Cavallerisses d'aquesta ciutat, i allà va morir la seva mare dos anys més tard.
A causa de la invasió francesa l'any 1808, van canviar la seva residència a Granada, i va ser en aquesta ciutat on Santiago va mostrar la seva primerenca inclinació cap a la música, iniciant la seva formació amb l'organista de la catedral de Granada José Roure i Flames. En 1814, i després del retorn de Ferran VII a Espanya, la família Masarnau es va instal·lar de nou a Madrid, i el pare, que va començar a exercir en Palau el càrrec de secretari de la Majordomia Major, va rebre a el mateix temps el títol de gentilhombre de Casa i Boca. Van ser anys de formació per Masarnau, qui va continuar amb els seus estudis musicals, així com amb els generals. Entre els seus mestres es troben José Boxeras, José Nonó i Ángel Inzenga.
Dotat de gran precocitat, als vuit anys ja va compondre una missa a quatre veus i acompanyament d'orgue que es cantà per primera vegada en l'església de Sant Just de Madrid. Quan el jove Santiago tenia catorze anys, el Rei, per Reial Decret de 29 d'agost de 1817, li va concedir una pensió vitalícia de 300 ducats, i a més el va nomenar gentilhombre de la Reial Casa dos anys més tard. Amb l'estudi de la música alternava els de literatura i ciències, i el 1823, quan ja era avantatjosament conegut, hagué de marxar a l'estranger per haver sigut desterrat el seu pare, servidor de Ferran VII, que havia caigut en desgràcia del rei.
A França i Anglaterra va romandre sis anys vivint del producte de les seves lliçons ensems que perfeccionava els seus coneixements, i es formava especialment com a notable pianista. Establert de bell nou a la cort, fou per espai de molts anys una de les personalitats més rellevants i activa del món musical, ja que donava lliçons i es feia aplaudir en els concerts i col·laborava assíduament als diaris El Artista i El Español
Durant dos anys va obrir els salons de casa seva al carrer Hortaleza, on celebrava vetllades musicals, iniciant així la seva tasca de difusió del repertori pianístic contemporani més important, junt, naturalment, a la seva pròpia música. Va entrar com a professor en el Conservatori, en un lloc d'addicte facultatiu (sense dotació econòmica). Però la situació política no marxava per un camí que li resultés convincent, i tot i tenir bons coneguts en aquest terreny, com Argüelles o Quintana, i que el seu germà Vicent li havia inscrit en la Milícia Nacional, Masarnau va emprendre un tercer i últim viatge a l'estranger, que en aquesta ocasió va durar sis anys. Després d'uns mesos a Londres, ciutat a la qual va arribar al juliol de 1837, es va instal·lar a París, estrenyent la seva relació amb Alkan i Chopin, figures de primer ordre en el piano romàntic.
Mentrestant, el su Germà Vicente va posar en marxa a Madrid un col·legi a al carrer Alcalá, n.º 27, Agregat a la Universitat, i va convèncer son Germà perque tornés ja definitivament a la seva ciutat natal, cosa que va fer finalment l'any 1843. A l'escola, Santiago es va ocupar de la classe de Música, centrada al piano i el solfeig, així com de la Vicedirecció. La seva tasca pedagògica es va veure reflectida a la seva obra musical, i va continuar igualment participant en actes musicals de la vida madrilenya com a intèrpret. Encara que no va arribar a ocupar plaça al Reial Conservatori, va ser requerit en Diverses ocasions per formar part de jurats a Liceu de Madrid. En 1844 va aconseguir de la reina Isabel II el restabliment de su plaça entre a els Gentilhomes de la Reial Casa, amb el Reconeixement d'Antiguitat des de 1819. L'11 de novembre de 1849 va fundar la filial madrilenya de les Conferències de Sant Vicenç de Paül, amb Anselmo Oradou i Vicente de la Font com a socis cofundadors. El quart Membre, admès Posteriorment, va ser Pedro de Madrazo. Va intensificar des de Llavors cada vegada més la seva activitat espiritual i religiosa, i va treballar per dotar la Societat de gran impuls, i, així, el 1866 va renunciar a la seva plaça de gentilhombre per considerar que s'havia de centrar en l'Exercici del seu càrrec a la societat.
Va viure moments difícils quan la Societat va ser dissolta durant la Revolució de 1868, fins al restabliment de la mateixa en 1875, després de la restauració borbònica al tron d'Espanya. Va treballar de nou amb esforç per a aquesta nova etapa de la Societat, encara que la seva salut es trobava ja afeblida, i finalment va morir a Madrid el desembre de 1882. En aquests anys la seva laboriositat extrema va ser fruit de la seva ocupació metòdic del temps, fins a l'extrem de que el seu germà Vicente deia: "A Santiago no mana ningú excepte el rellotge". Així, va poder desenvolupar un ampli ventall d'activitats tant en l'ensenyament com en la caritat, i d'això van deixar constància molts dels seus contemporanis.
Va viure moments difícils quan la Societat va ser dissolta durant la Revolució de 1868, fins al restabliment de la mateixa en 1875, després de la restauració borbònica al tron d'Espanya. Va treballar de nou amb esforç per a aquesta nova etapa de la Societat, encara que la seva salut es trobava ja afeblida, i finalment va morir a Madrid el desembre de 1882. En aquests anys la seva laboriositat extrema va ser fruit de la seva ocupació metòdica del temps, fins a l'extrem de que el seu germà Vicente deia: "A Santiago no li mana ningú excepte el rellotge". Així, va poder desenvolupar un ampli ventall d'activitats tant en l'ensenyament com en la caritat, i d'això van deixar constància molts dels seus contemporanis.
Per la seva forta convicció religiosa i la seva activitat benèfica, el gener de 2021 ha estat declarat venerable per l'Església Catòlica.

## Obra

### Cançons
- Piano: Le Parnasse, colección de valses, op. 1, London, Boosey & Co., 1826
- Variaciones sobre “La Semiramide riconosciuta”, op. 2, London, Boosey & Co., 1826
- La Fosantica. Fantasia with Variations on the Thema “Oh, come da quel di”, op. 3, London, Boosey & Co., 1826
- Variations on a Spanish Song “Madre la mi madre” by J. Gomis, op. 4, Wills & Royal Music Repository, 1827
- La Graziosa. Polacca op. 6, London, Clementi & Co., 1827
- Three Scherzini, op. 7, Elatour, 1828; The halt! A March Interrupted by a Skirmish, op. 8, Engelmann, 1828
- Rondino brillante, op. 9, Wirms, 1828
- Le Parnasse, op. 10, Willis & Co., 1828
- Los cantos de las driadas en forma de grandes valses, op. 11, Hermoso y Carrafa, 1831
- La Ricordanza. Fantasía con variaciones sobre un tema original para fortepiano, op. 12, José León, 1831
- L’inoccente. Polacca, op. 13, Wirms, 1831
- Violín y piano: Variaciones sobre un tema de la ópera “I Capuleto ed I Montecchi” del Maestro Bellini, op. 14, Madrid, 1831
- Música de cámara: Variaciones sobre un tema de la ópera “I Capuleto ed I Montecchi” del Maestro Bellini, op. 14, Madrid, 1831
- Nocturno patético, op. 15, Richault, c. 1833
- ¡Pobre María!, c. 1835
- La ilusión. Fantasía de sentimiento, op. 16, Carrafa, 1837
- 3 Morceaux Expressifs, op. 18, Richault, 1837
- Romances antiguos castellanos, 1837
- Cuarteto concertante para piano, flauta, violín y violoncello, c. 1838.
- Balada del cancionero, 1840
- Canto de cuna, 1840
- Le Roi de la Montagne, 1840
- Souvenir de Venise, 1840
- Boleras, tiranas y manchegas, 3 airs caracteristiques de danses nacionales espagnoles, op. 17, Richault, 1841
- Deux Airs caracteristiques, Polo y zapateado, op. 19, Richault, c. 1841
- Jota aragonesa, Richault, c. 1841
- Andantino di camera pour le piano, op. 20, Richault, 1842
- Fantasía dedicada a Cramer, op. 21, Richault, 1842
- Une idée fixe, notturno, op. 22, Richault, c. 1845
- Ballade pour piano n.º 1, “Invraisemblable, mais... historique, op. 23, Richault, 1845
- Ballade sans paroles n.º 2, Maria Sterne, op. 24; Richault, 1845
- Ballade sans paroles n.º 3, Dëcouragement, op. 25, Richault, 1845
- Remeillement et disipation, ballade sans paroles (inéd.)
- Seis Zorzicos (inéd.)